# Bümpliz
Bümpliz (toponimo tedesco) è un quartiere di 15 884 abitanti nel VI distretto Bümpliz-Oberbottigen della città svizzera di Berna, nel Canton Berna (regione di Berna-Altipiano svizzero, circondario di Berna-Altipiano svizzero).

## Storia

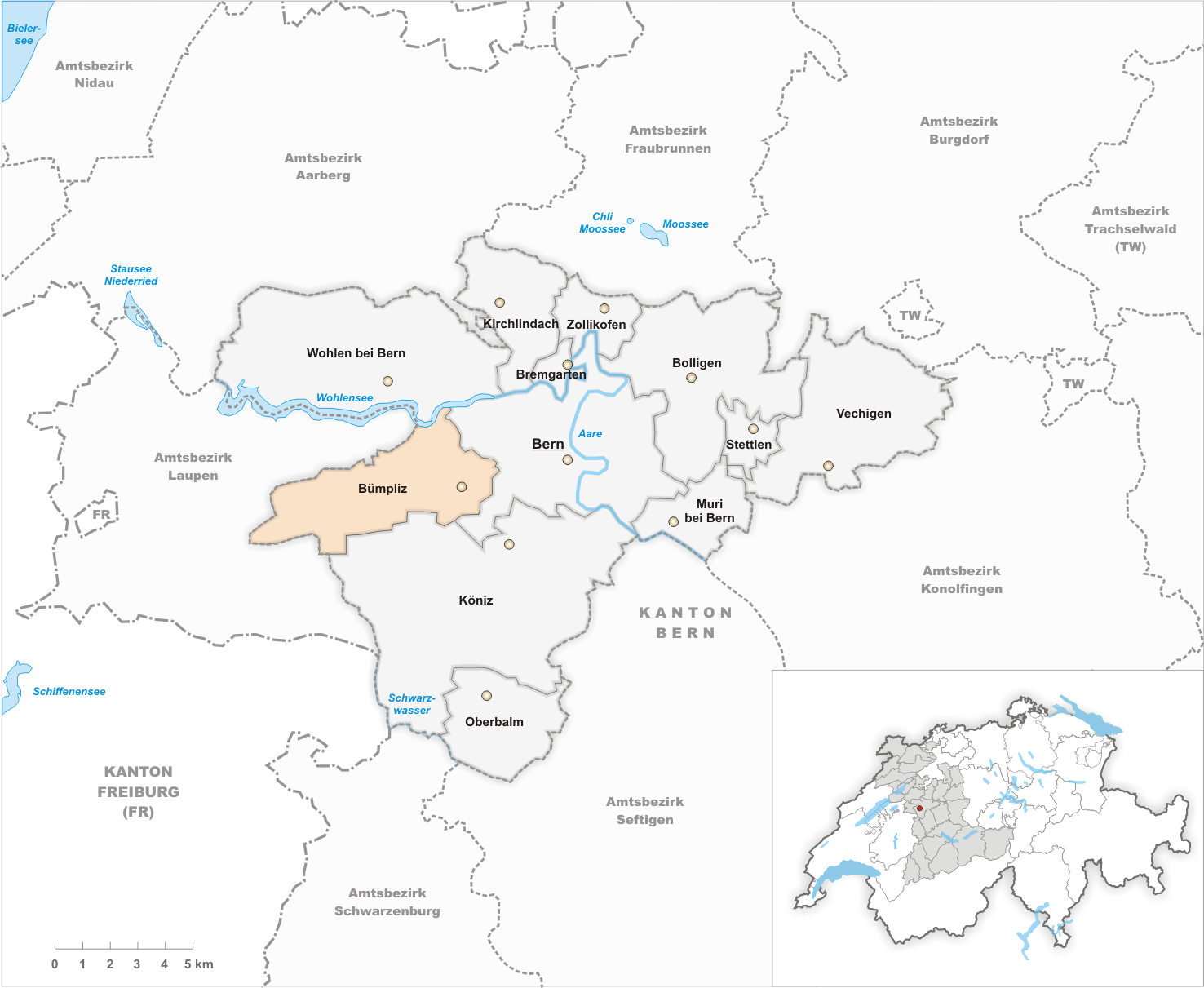
Il territorio del comune di Bümpliz prima degli accorpamenti comunali del 1919

Già comune autonomo che comprendeva anche le frazioni di Betlehem, Buch, Matzenried, Niederbottigen, Niederried, Oberbottigen,  Riedbach e Riederen, nel 1919 è stato accorpato al comune di Berna.

## Monumenti e luoghi d'interesse

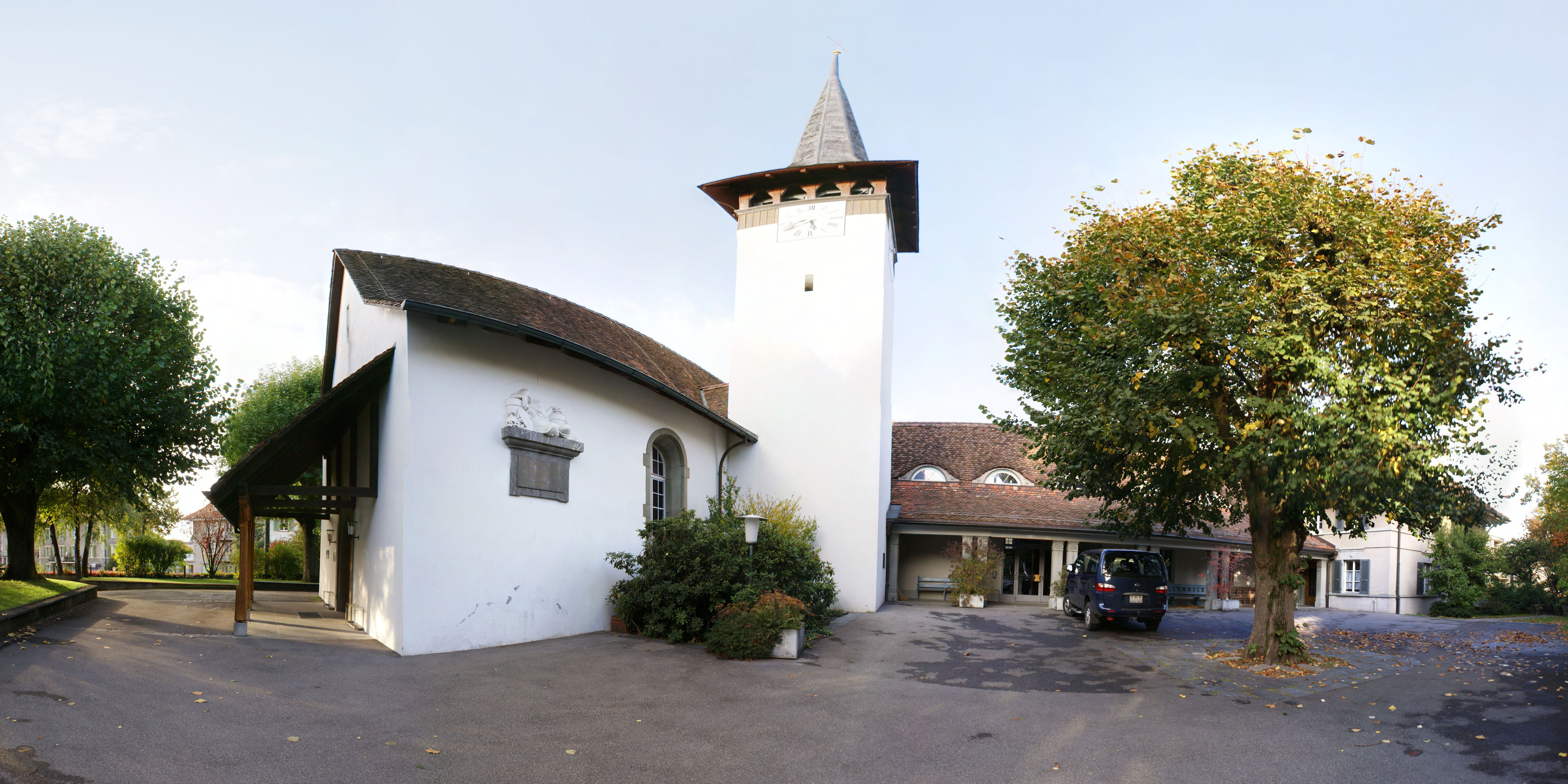
La chiesa riformata

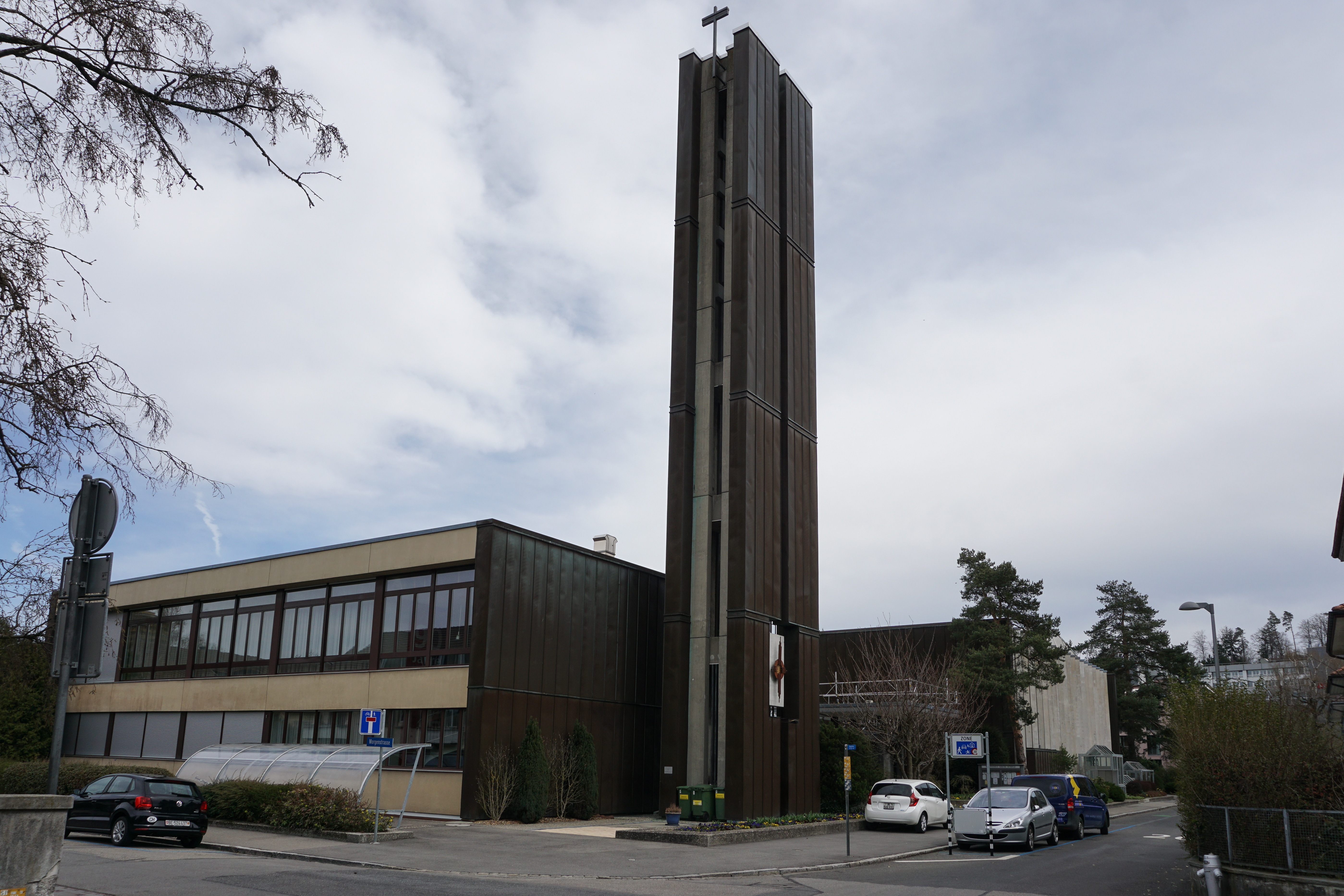
La chiesa cattolica di Sant'Antonio

- Chiesa riformata (già di San Maurizio), eretta nel VII-IX secolo e ricostruita nel 1666[1];
- Chiesa cattolica di Sant'Antonio, eretta nel 1961[1].

## Società

### Evoluzione demografica
L'evoluzione demografica è riportata nella seguente tabella:
Abitanti censiti

## Amministrazione
Ogni famiglia originaria del luogo fa parte del cosiddetto comune patriziale e ha la responsabilità della manutenzione di ogni bene ricadente all'interno dei confini del comune.